# Olympische Sommerspiele 1992/Leichtathletik – 110 m Hürden (Männer)

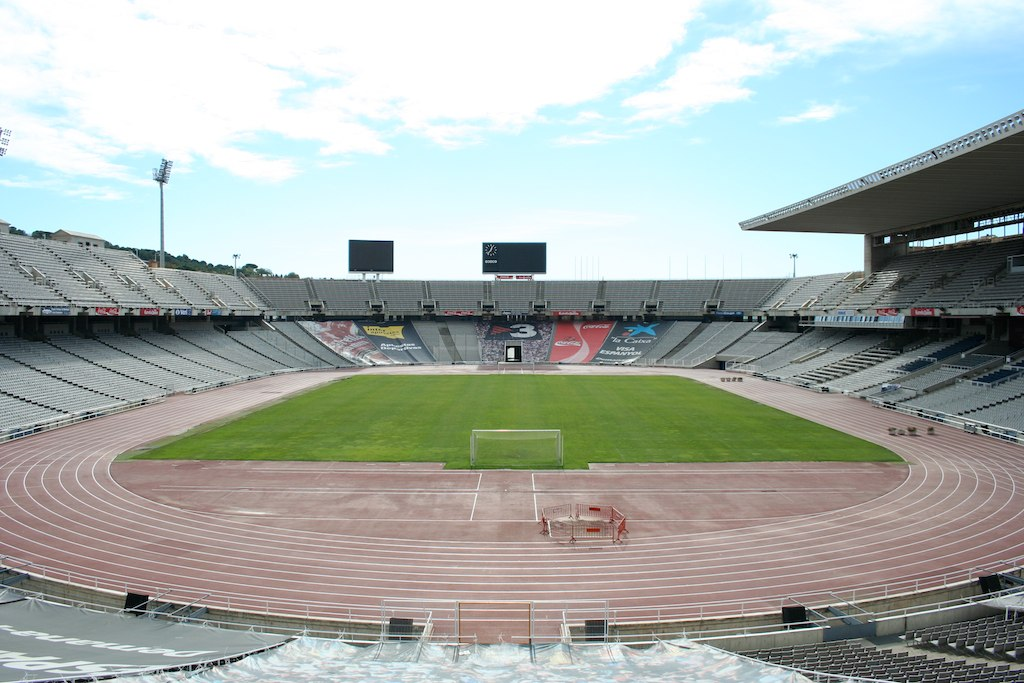
Das Olympiastadion von Barcelona im Jahr 2008

Der 110-Meter-Hürdenlauf der Männer bei den Olympischen Spielen 1992 in Barcelona wurde am 2. und 3. August 1992 in vier Runden im Olympiastadion Barcelona ausgetragen. 39 Athleten nahmen teil.
Olympiasieger wurde der Kanadier Mark McKoy. Er gewann vor den beiden US-Amerikanern Tony Dees und Jack Pierce.
Für Deutschland gingen Dietmar Koszewski und Florian Schwarthoff an den Start. Koszewski scheiterte im Halbfinale, Schwarthoff erreichte das Finale und wurde Fünfter.

Der Österreicher Herwig Röttl qualifizierte sich für das Halbfinale, trat dort jedoch zu seinem Rennen nicht an.

Läufer aus der Schweiz und Liechtenstein waren nicht am Start.

## Aktuelle Titelträger
| Olympiasieger 1988                      | Roger Kingdom ( USA)            | 12,98 s | Seoul 1988            |
| Weltmeister 1991                        | Greg Foster ( USA)              | 13,06 s | Tokio 1991            |
| Europameister 1990                      | Colin Jackson ( Großbritannien) | 13,18 s | Split 1990            |
| Panamerikanischer Meister 1991          | Cletus Clark ( USA)             | 13,71 s | Havanna 1991          |
| Zentralamerika und Karibik-Meister 1991 | Anthony Knight ( Jamaika)       | 14,29 s | Xalapa 1991           |
| Südamerika-Meister 1991                 | Joilto Bonfim ( Brasilien)      | 14,11 s | Manaus 1991           |
| Asienmeister 1991                       | Nur Herman Majid ( Malaysia)    | 14,04 s | Kuala Lumpur 1991     |
| Afrikameister 1992                      | Judex Lefou ( Mauritius)        | 13,91 s | Belle Vue Maurel 1992 |
| Ozeanienmeister 1990                    | Robert McNeill ( Neuseeland)    | 15,39 s | Suva 1990             |

## Bestehende Rekorde
| Weltrekord         | 12,92 s | Roger Kingdom ( USA) | Zürich, Schweiz           | 16. August 1989    |
| Olympischer Rekord | 12,98 s | Roger Kingdom ( USA) | Finale OS Seoul, Südkorea | 26. September 1988 |

Der bestehende olympische Rekord wurde bei diesen Spielen nicht erreicht. In zahlreichen Läufen waren die Windbedingungen mit Gegenwind nicht günstig. Im schnellsten Rennen, dem ersten Vorlauf, verfehlte der spätere Olympiasiebte Colin Jackson aus Großbritannien mit seinen 13,10 s den Rekord bei einem Rückenwind von 0,9 m/s um zwölf Hundertstelsekunden. Zum Weltrekord fehlten ihm achtzehn Hundertstelsekunden.

## Vorrunde
Datum: 2. August 1992, 10:00 Uhr
Die Teilnehmer traten zu insgesamt fünf Vorläufen an. Für das Viertelfinale qualifizierten sich pro Lauf die ersten vier Athleten. Darüber hinaus kamen die vier Zeitschnellsten, die sogenannten Lucky Loser, weiter. Die direkt qualifizierten Läufer sind hellblau, die Lucky Loser hellgrün unterlegt.
Da der Jamaikaner Richard Bucknor in Lauf eins und der Franzose Philippe Tourret in Lauf zwei mit 13,91 s die gleiche Zeit liefen und damit beide den vierten und letzten Startplatz der Lucky Loser belegten, durften beide im Viertelfinale starten. So waren es die fünf Zeitschnellsten, die das Viertelfinale erreichten.

### Vorlauf 1

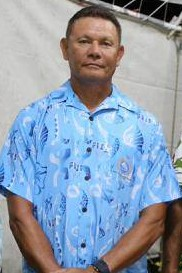
Albert Miller – ausgeschieden als Achter des ersten Vorlaufs

Wind: +0,9 m/s
| Platz | Name                | Nation         | Zeit    |
| ----- | ------------------- | -------------- | ------- |
| 1     | Colin Jackson       | Großbritannien | 13,10 s |
| 2     | Emilio Valle        | Kuba           | 13,47 s |
| 3     | Wladimir Schischkin | EUN            | 13,58 s |
| 4     | Laurent Ottoz       | Italien        | 13,71 s |
| 5     | Dan Philibert       | Frankreich     | 13,72 s |
| 6     | Richard Bucknor     | Jamaika        | 13,91 s |
| 7     | Nur Herman Majid    | Malaysia       | 14,34 s |
| 8     | Albert Miller       | Fidschi        | 14,88 s |

### Vorlauf 2
Wind: +0,9 m/s
| Platz | Name             | Nation     | Zeit    |
| ----- | ---------------- | ---------- | ------- |
| 1     | Tony Dees        | USA        | 13,38 s |
| 2     | Sergej Ussow     | EUN        | 13,71 s |
| 3     | George Boroi     | Rumänien   | 13,82 s |
| 4     | Antti Haapakoski | Finnland   | 13,84 s |
| 5     | Philippe Tourret | Frankreich | 13,91 s |
| 6     | Anthony Knight   | Jamaika    | 14,12 s |
| 7     | Judex Lefou      | Mauritius  | 14,45 s |

### Vorlauf 3

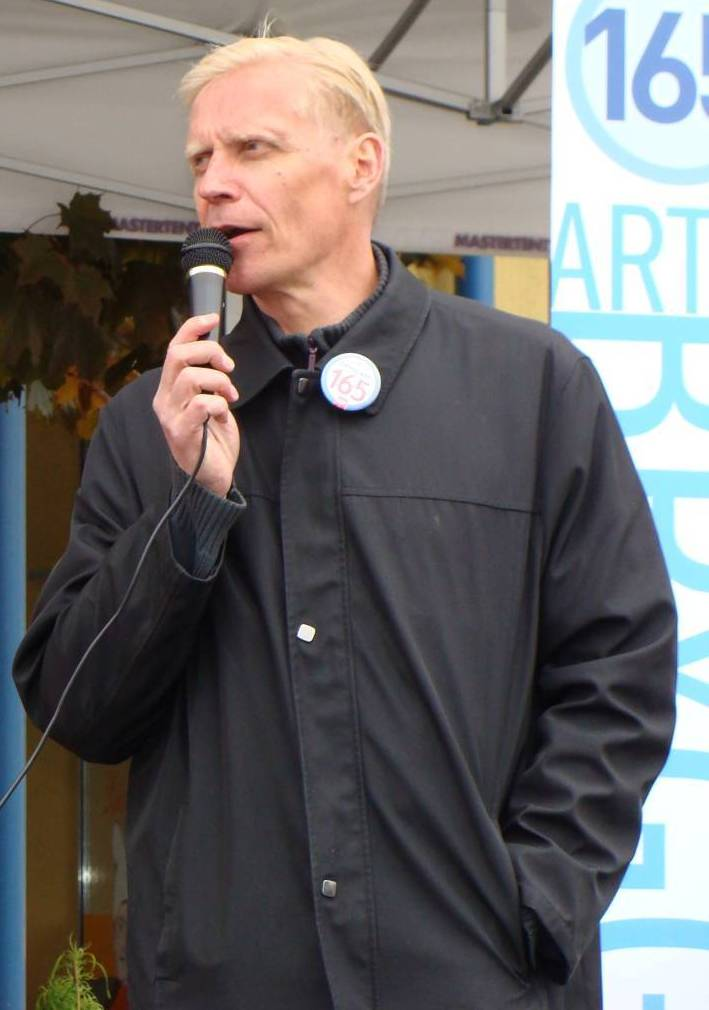
Arto Bryggare (Foto: 2009) – ausgeschieden als Fünfter des dritten Vorlaufs

Wind: −0,2 m/s
| Platz | Name                   | Nation              | Zeit    |
| ----- | ---------------------- | ------------------- | ------- |
| 1     | Jack Pierce            | USA                 | 13,47 s |
| 2     | Hugh Teape             | Großbritannien      | 13,68 s |
| 3     | Li Tong                | Volksrepublik China | 13,69 s |
| 4     | Igors Kazanovs         | Lettland            | 13,88 s |
| 5     | Arto Bryggare          | Finnland            | 13,92 s |
| 6     | Mircea Oaidă           | Rumänien            | 14,04 s |
| 7     | Joilto Bonfim          | Brasilien           | 14,06 s |
| 8     | Khaled Abdullah Hassan | Bahrain             | 15,41 s |

### Vorlauf 4
Wind: +1,8 m/s
| Platz | Name               | Nation                   | Zeit    |
| ----- | ------------------ | ------------------------ | ------- |
| 1     | Mark McKoy         | Kanada                   | 13,26 s |
| 2     | Herwig Röttl       | Österreich               | 13,41 s |
| 3     | Arthur Blake       | USA                      | 13,45 s |
| 4     | Thomas Kearns      | Irland                   | 13,63 s |
| 5     | Dietmar Koszewski  | Deutschland              | 13,64 s |
| 6     | Toshihiko Iwasaki  | Japan                    | 13,78 s |
| 7     | Kheir El-Din Obeid | Syrien                   | 14,23 s |
| 8     | James Sharpe       | Niederländische Antillen | 14,49 s |

### Vorlauf 5
Wind: +1,2 m/s
| Platz | Name                      | Nation           | Zeit    |
| ----- | ------------------------- | ---------------- | ------- |
| 1     | Tony Jarrett              | Großbritannien   | 13,31 s |
| 2     | Florian Schwarthoff       | Deutschland      | 13,61 s |
| 3     | Carlos Sala               | Spanien          | 13,62 s |
| 4     | Wadim Kurach              | EUN              | 13,86 s |
| 5     | Sébastien Thibault        | Frankreich       | 13,94 s |
| 6     | Igor Kováč                | Tschechoslowakei | 14,12 s |
| 7     | Benjamin Grant            | Sierra Leone     | 14,27 s |
| 8     | Zeyad al-Khudhur al-Enazy | Kuwait           | 14,51 s |

## Viertelfinale
Datum: 2. August 1992, 18:30 Uhr
Für das Halbfinale qualifizierten sich aus den drei Viertelfinals pro Lauf die ersten vier Athleten. Darüber hinaus kamen die vier Zeitschnellsten, die sogenannten Lucky Loser, weiter. Die direkt qualifizierten Läufer sind hellblau, die Lucky Loser hellgrün unterlegt.

### Lauf 1
Wind: −1,1 m/s
| Platz | Name                | Nation         | Zeit    |
| ----- | ------------------- | -------------- | ------- |
| 1     | Mark McKoy          | Kanada         | 13,27 s |
| 2     | Florian Schwarthoff | Deutschland    | 13,31 s |
| 3     | Emilio Valle        | Kuba           | 13,42 s |
| 4     | Arthur Blake        | USA            | 13,50 s |
| 5     | Hugh Teape          | Großbritannien | 13,50 s |
| 6     | Laurent Ottoz       | Italien        | 13,76 s |
| 7     | Toshihiko Iwasaki   | Japan          | 13,88 s |
| 8     | Wadim Kurach        | EUN            | 14,23 s |

### Lauf 2
Wind: −0,6 m/s
| Platz | Name                | Nation         | Zeit    |
| ----- | ------------------- | -------------- | ------- |
| 1     | Jack Pierce         | USA            | 13,17 s |
| 2     | Colin Jackson       | Großbritannien | 13,57 s |
| 3     | Herwig Röttl        | Österreich     | 13,68 s |
| 4     | Igors Kazanovs      | Lettland       | 13,76 s |
| 5     | Carlos Sala         | Spanien        | 13,80 s |
| 6     | Wladimir Schischkin | EUN            | 13,81 s |
| 7     | Antti Haapakoski    | Finnland       | 14,00 s |
| 8     | Philippe Tourret    | Frankreich     | 14,09 s |
| 9     | Richard Bucknor     | Jamaika        | 14,22 s |

### Lauf 3

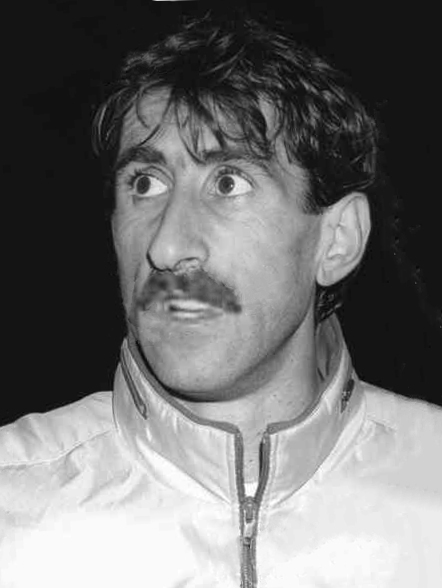
Gheorghe Boroi – ausgeschieden als Achter des dritten Viertelfinals

Wind: −0,3 m/s
| Platz | Name              | Nation              | Zeit    |
| ----- | ----------------- | ------------------- | ------- |
| 1     | Tony Dees         | USA                 | 13,31 s |
| 2     | Tony Jarrett      | Großbritannien      | 13,43 s |
| 3     | Sergej Ussow      | EUN                 | 13,61 s |
| 4     | Li Tong           | Volksrepublik China | 13,74 s |
| 5     | Dan Philibert     | Frankreich          | 13,74 s |
| 6     | Dietmar Koszewski | Deutschland         | 13,78 s |
| 7     | Thomas Kearns     | Irland              | 13,87 s |
| 8     | George Boroi      | Rumänien            | 14,07 s |

## Halbfinale
Datum: 3. August 1992, 18:00 Uhr
Wie im Viertelfinale kamen auch hier die jeweils ersten vier Läufer in die nächste Runde, das Finale (hellblau unterlegt).

### Lauf 1
Wind: −0,4 m/s
| Platz | Name                | Nation         | Zeit    |
| ----- | ------------------- | -------------- | ------- |
| 1     | Jack Pierce         | USA            | 13,21 s |
| 2     | Florian Schwarthoff | Deutschland    | 13,23 s |
| 3     | Tony Jarrett        | Großbritannien | 13,29 s |
| 4     | Hugh Teape          | Großbritannien | 13,60 s |
| 5     | Sergej Ussow        | EUN            | 13,67 s |
| 6     | Igors Kazanovs      | Lettland       | 13,77 s |
| 7     | Dietmar Koszewski   | Deutschland    | 14,06 s |
| DNS   | Herwig Röttl        | Österreich     |         |

### Lauf 2
Wind: −0,8 m/s
| Platz | Name          | Nation              | Zeit    |
| ----- | ------------- | ------------------- | ------- |
| 1     | Mark McKoy    | Kanada              | 13,12 s |
| 2     | Colin Jackson | Großbritannien      | 13,19 s |
| 3     | Tony Dees     | USA                 | 13,31 s |
| 4     | Emilio Valle  | Kuba                | 13,45 s |
| 5     | Li Tong       | Volksrepublik China | 13,62 s |
| 6     | Dan Philibert | Frankreich          | 13,77 s |
| 7     | Laurent Ottoz | Italien             | 13,77 s |
| DSQ   | Arthur Blake  | USA                 |         |

## Finale

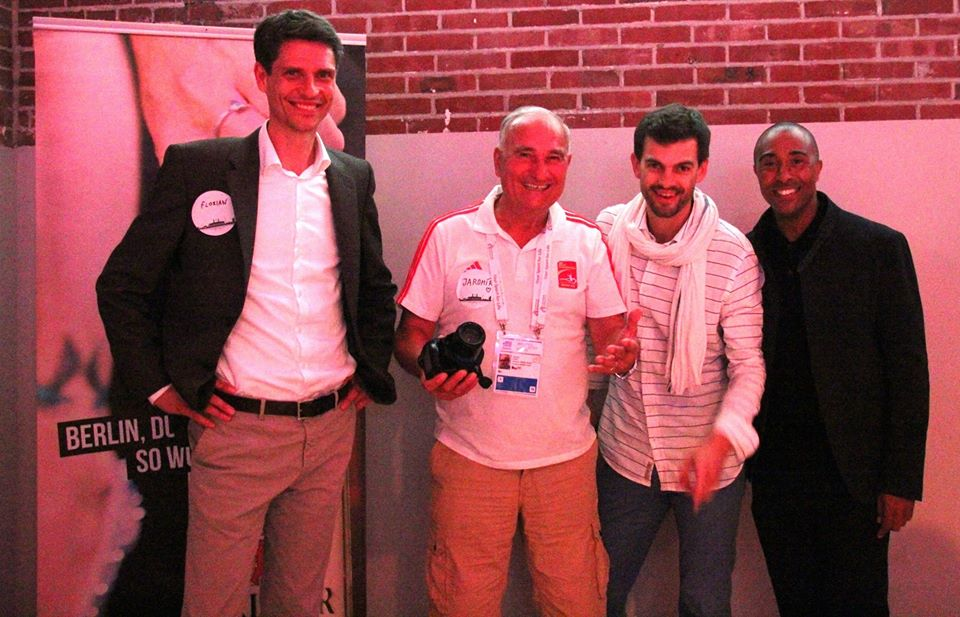
Florian Schwarthoff (links, im Jahr 2016) kam auf den fünften Platz (ganz rechts der hier siebtplatzierte Colin Jackson)
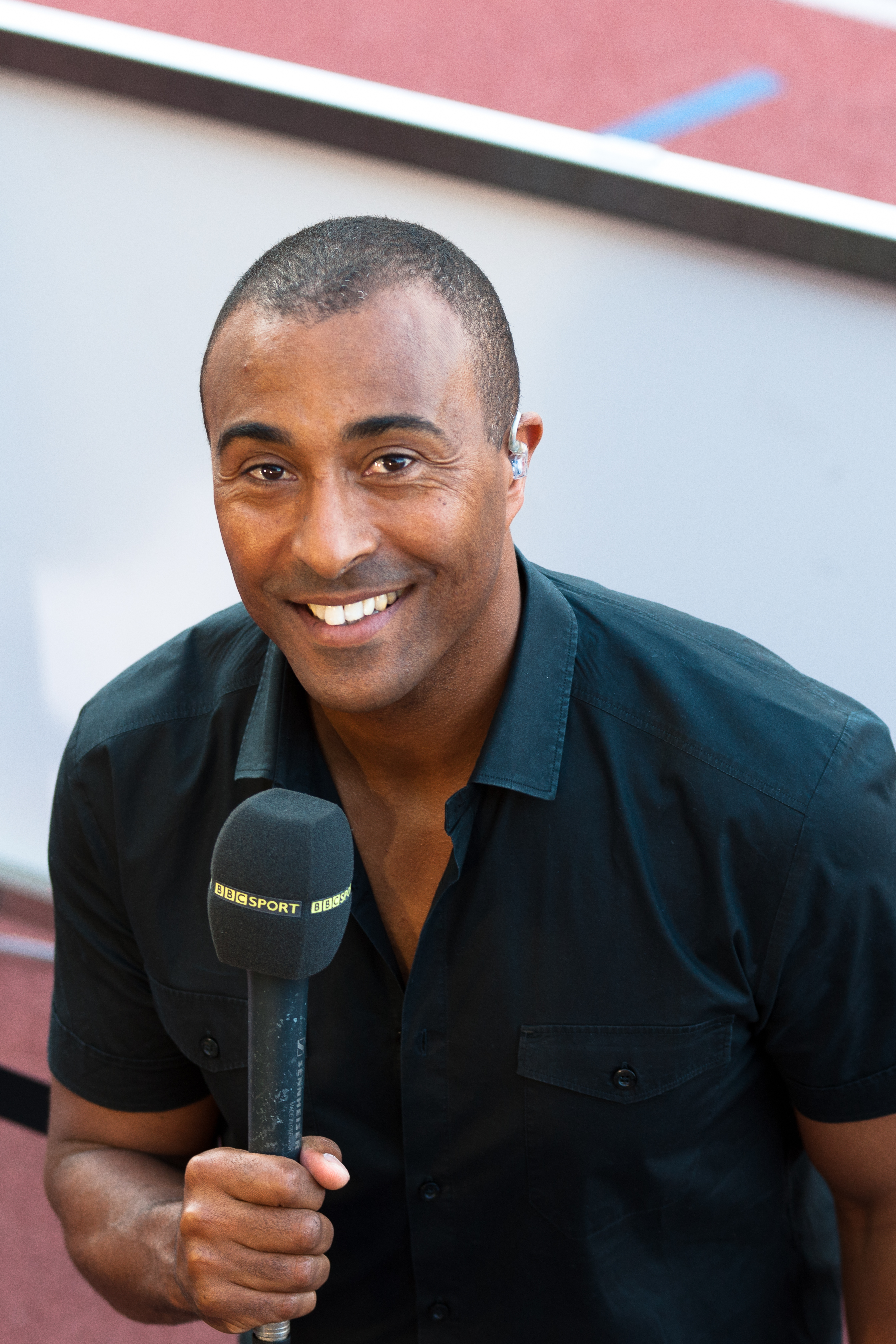
Colin Jackson (Foto: 2012), 1988 Olympiazweiter und amtierender Europameister, belegte Rang sieben

Datum: 3. August 1992, 20:15 Uhr
Wind: +0,8 m/s
| Platz | Name                | Nation         | Zeit    |
| ----- | ------------------- | -------------- | ------- |
| 1     | Mark McKoy          | Kanada         | 13,12 s |
| 2     | Tony Dees           | USA            | 13,24 s |
| 3     | Jack Pierce         | USA            | 13,26 s |
| 4     | Tony Jarrett        | Großbritannien | 13,26 s |
| 5     | Florian Schwarthoff | Deutschland    | 13,29 s |
| 6     | Emilio Valle        | Kuba           | 13,41 s |
| 7     | Colin Jackson       | Großbritannien | 13,46 s |
| 8     | Hugh Teape          | Großbritannien | 14,00 s |

Für das Finale hatten sich drei Athleten aus Großbritannien und zwei US-Amerikaner qualifiziert. Komplettiert wurde das Feld von je einem Läufer aus Deutschland, Kanada und Kuba.
Der amtierende Weltmeister Greg Foster aus den USA hatte sich nicht für die Spiele in Barcelona qualifizieren können. Bei den Olympiaausscheidungen in New Orleans war er im Finale nur auf Platz vier ins Ziel gekommen. Favoriten waren Vizeweltmeister Jack Pierce aus den USA, der kanadische WM-Vierte Mark McKoy die beiden Briten Tony Jarrett, WM-Dritter, und Colin Jackson sowie der US-Amerikaner Tony Dees. Jackson hatte sich in seinem Viertelfinallauf allerdings eine Rippenverletzung zugezogen. Zwar schaffte er es bis in den Endlauf, doch wurden ihm verletzungsbedingt dort keine Chancen eingeräumt.
Im Finale gab es zunächst einen Fehlstart durch den Briten Hugh Teape. Beim zweiten Versuch kamen McKoy und Dees am besten aus den Blöcken. Schnörkellos und ohne Fehler nahm Mark McCoy die Hürden und erarbeitete sich bis ins Ziel einen Vorsprung von 0,12 s. Das war die Goldmedaille vor Tony Dees. Ein Zielfoto musste Klarheit bringen, wer die Bronzemedaille gewonnen hatte. Jack Pierce lag hauchdünn vor Tony Jarrett, beide waren zeitgleich. Drei Hundertstelsekunden dahinter wurde der Deutsche Florian Schwarthoff Fünfter vor Emilio Valle aus Kuba. Colin Jackson und Hugh Teape kamen auf den Rängen sieben und acht ins Ziel.

## Videolinks
- Men's 110m Hurdles Final - 1992 Olympics, youtube.com, abgerufen am 17. Dezember 2021
- Men's 110m Hurdles Final Barcelona Olympics 1992, youtube.com, abgerufen am 8. Februar 2018